# Муньяно-ді-Наполі
Муньяно-ді-Наполі (італ. Mugnano di Napoli) — муніципалітет в Італії, у регіоні Кампанія, метрополійне місто Неаполь.
Муньяно-ді-Наполі розташоване на відстані близько 185 км на південний схід від Рима, 9 км на північний захід від Неаполя.
Населення — 34 759 осіб (2014).
Щорічний фестиваль відбувається 3 лютого. Покровитель — святий Власій.

## Демографія
Населення за роками:

Станом на 1 січня 2023 року в муніципалітеті офіційно проживало 610 іноземців з 50 країн, серед них 84 громадяни країн Євросоюзу та 158 громадян України.

## Сусідні муніципалітети
- Кальвіццано
- Джульяно-ін-Кампанія
- Марано-ді-Наполі
- Меліто-ді-Наполі
- Неаполь
- Вілларикка